# Dragonfly (sistema de busqueda)
El proyecto Dragonfly (Libélula) era un motor de búsqueda en Internet. El prototipo de la página web de la CPI fue creado por Google y diseñado para ser compatible con las disposiciones de censura de Internet en la República Popular China.  El público se enteró de la existencia de Dragonfly en agosto de 2018, cuando The Intercept filtró un memorándum interno escrito por un empleado de Google sobre el proyecto. En diciembre de 2018, se informó de que Dragonfly había sido "efectivamente cerrada" después de un choque con miembros del equipo de privacidad dentro de Google. Sin embargo, según los empleados, el trabajo en el Dragonfly seguía en marcha en marzo de 2019, con unas 100 personas todavía asignadas a él.
En julio de 2019, Google anunció que el trabajo en Dragonfly había terminado.

## Desarrollo
El motor de búsqueda de Dragonfly fue diseñado para vincular los números de teléfono de los usuarios a sus consultas de búsqueda y sitios web con censor como Wikipedia y los que publican información sobre libertad de expresión, derechos humanos, democracia, religión, y otros temas considerados sensibles por el gobierno chino. No está diseñado para notificar a los buscadores cuando la información que quieren ha sido censurada. El 21 de septiembre de 2018, The Intercept informó sobre un memorando interno escrito por un ingeniero de Google que contenía detalles sobre el proyecto. Según una transcripción de una reunión del 18 de julio publicada por The Intercept, el jefe del motor de búsqueda de Google, Ben Gomes, declaró que aunque el futuro era "impredecible", quería que la aplicación estuviera lista para ser lanzada en "seis a nueve meses".
Los ejecutivos de Google declararon en 2018 que Dragonfly era "exploratorio", "en las primeras etapas" y que Google "no estaba cerca de lanzar un producto de búsqueda en China". En una presentación a mediados de octubre de 2018, el director general de Google Sundar Pichai habló del Dragonfly, afirmando: "No sabemos si podríamos o haríamos esto en China, pero sentimos que era importante para nosotros explorar." Elogió el prototipo, diciendo que proporcionaría mejor información a los usuarios que los otros motores de búsqueda que operan actualmente en China. Destacó específicamente la capacidad de Google para proporcionar resultados de búsqueda precisos en relación con la eficacia de ciertos tratamientos médicos, aludiendo a la muerte de Wei Zexi, un usuario de Baidu que murió después de recibir un tratamiento contra el cáncer experimental del que se había enterado a través de un resultado promocionado en ese motor de búsqueda. También dijo que el alcance de la censura llevada a cabo por el prototipo Dragonfly sería limitado: si se lanzara, el motor de búsqueda devolvería resultados para el 99% de las consultas de los ciudadanos chinos y dejaría solo un 1% sin responder. Reconoció que, en un momento dado, más de 100 personas estaban trabajando en el Dragonfly.
A finales de noviembre de 2018, un ingeniero que trabajaba en Dragonfly dijo The Intercept que Google había excluido a sus equipos de privacidad y seguridad del proyecto. Sin embargo, una directora de seguridad y privacidad de Google dijo que "no vio ningún tipo de marginación". Google emitió una declaración, diciendo que las revisiones de privacidad eran "no negociables".

## Antecedentes y precedente histórico
Las relaciones de Google con China han sido muy tensas desde la llegada del gigante de la tecnología a ese país en 2006. La primera plataforma específica de Google para China, Google.cn, también fue autocensurada: al igual que el prototipo de Dragonfly, fue diseñada para no devolver los resultados de los temas que el gobierno chino puso en la lista negra. Sin embargo, a diferencia de Dragonfly, Google.cn se creó para notificar a los buscadores cuando se habían eliminado los resultados que buscaban. En respuesta a las críticas sobre Google.cn en el momento de su lanzamiento, Google afirmó que "si bien la eliminación de los resultados de búsqueda no es coherente con nuestra misión, el hecho de no proporcionar información es más incompatible con nuestra misión", refiriéndose a la alternativa de no prestar servicio alguno a los usuarios chinos. Google también minimizó el alcance de la censura del nuevo motor de búsqueda, recordando a los usuarios que también elimina los resultados de las búsquedas de sus plataformas en Alemania, Francia y Estados Unidos para cumplir con las regulaciones de los gobiernos locales de esos países. Finalmente, Google.cn recibió una tibia aceptación: algunos comentaristas incluso elogiaron el motor de búsqueda con la lógica de que los ciudadanos chinos, a través de la realización de búsquedas y la observación de los resultados que se habían eliminado, podrían mejorar su comprensión de lo que su gobierno no quería que vieran.
En enero de 2010, Google fue víctima de la Operación Aurora, una sofisticada serie de ciberataques llevados a cabo por piratas informáticos chinos que se dirigieron a varias de las principales corporaciones estadounidenses, entre ellas Yahoo, Adobe, Dow Chemical, y Morgan Stanley. Los hackers robaron Google código fuente y obtuvieron acceso a las cuentas Gmail de varios destacados activistas chinos de derechos humanos que vivían en el extranjero. En respuesta tanto al ataque como a lo que el entonces director general de Google Sergey Brin denominó un "patrón más amplio" de la vigilancia de los activistas de derechos humanos en China, Google descontinuó Google.cn y comenzó a redirigir a los usuarios chinos a Google.hk, un motor de búsqueda sin censura (al menos por parte de Google) con sede en Hong Kong. Casi inmediatamente, el gobierno chino bloqueó el acceso de los usuarios chinos a ciertos resultados producidos por ese motor. Brin justificó el repentino cambio de política de Google argumentando que la operación de un motor de búsqueda en China ya no estaba alineada con los objetivos de Google de promover la libertad en Internet, ya que la compañía había estado viendo un aumento diario de solicitudes de censura de ciertos temas o términos de búsqueda, en lugar de lo contrario. Google se enfrentó a una crítica generalizada por la decisión que algunos comentaristas calificaron de "capitulación para salvar la cara": un intento de Google de adoptar una postura a favor de la libertad en Internet y, al mismo tiempo, preservar su cuota de mercado en China. Otros críticos alegaron que el cierre de Google.cn fue simplemente un movimiento "comercial" bien oportuno, hecho porque la compañía solo tenía una cuota de mercado del 35% después de cuatro años en China, lo que tenía poco que ver con la Operación Aurora o con las crecientes demandas de contenido censurado de Beijing.

## Riesgos y recompensas del proyecto Libélula
Desde marzo de 2010, cuando Google dejó de prestar servicios a China a través de Google.cn, hasta 2018, la población de usuarios de Internet de China ha aumentado en un 70%, hasta 772 millones de usuarios. Esto significa que, para Google, que obtiene la mayor parte de sus ingresos de los anuncios que se ejecutan en sus motores de búsqueda, los beneficios potenciales de volver a entrar en el mercado chino de los motores de búsqueda son enormes. Sin embargo, los analistas han sugerido que si Google vuelve a entrar en China -ya sea con el prototipo de Dragonfly o con un modelo de búsqueda diferente- podría tener dificultades para cumplir sus objetivos de ingresos. La estrategia publicitaria de Google está muy bien orientada: consiste en recopilar datos sobre los historiales de búsqueda de los usuarios y utilizarlos para presentarles anuncios que les sean aplicables. Google ha perdido casi una década de datos sobre posibles usuarios chinos, lo que dificulta la ejecución de esa estrategia publicitaria, al menos de forma inmediata. Además, no está claro que el producto de búsqueda de Google sea capaz de superar a los motores de búsqueda chinos como Baidu y Sogou, que han codiciado asociaciones con las plataformas tecnológicas Windows y WeChat, respectivamente.

## Respuestas al proyecto

### Crítica
El Proyecto Libélula ha sido objeto de duras críticas, en particular por parte de los empleados y usuarios de Google. Poco después de la publicación del artículo de The Intercept en el que se filtraban detalles del proyecto, 1.400 empleados de Google firmaron una carta en la que exigían más transparencia sobre Dragonfly, así como más participación en la naturaleza del trabajo realizado por Google en general. En septiembre de 2018, Amnistía Internacional publicó una carta abierta a la dirección de Google condenando el proyecto como una "alarmante capitulación de Google sobre los derechos humanos" y pidiendo su cancelación.  A finales de noviembre de 2018, varios empleados de Google escribieron un artículo Medio en apoyo de la carta de Amnistía Internacional. Argumentaban que el lanzamiento de Dragonfly sentaría un precedente para la implementación de los servicios censurados de Google en otros países, y expresaron su preocupación por el potencial de Dragonfly para contribuir a un programa de vigilancia estatal en China. Se rumorea que China ha estado desarrollando un "sistema de crédito social" que asigna a cada ciudadano una "puntuación" basada en sus acciones, realizadas tanto en línea como fuera de línea. La compra de alcohol y el cruzar imprudentemente la calle reducen el puntaje de un ciudadano, por ejemplo, mientras que la compra de pañales lo aumenta. Las corporaciones chinas están obligadas por ley a revelar al gobierno los datos de los consumidores que recopilan, presumiblemente en parte para que se puedan utilizar para calcular estas puntuaciones. Los analistas han teorizado que, si Dragonfly se hace realidad, Google podría verse obligado a hacer lo mismo.
Después de la publicación de un segundo artículo de The Intercept sobre el proyecto, en el que se alegaba que Google había eludido los controles estándar de seguridad y privacidad de Dragonfly, la ingeniera de Google Liz Fong-Jones twiteó una propuesta para que los empleados de Google de todo el mundo se declararan en huelga. Escribió que la "línea roja" para iniciar la huelga se cruzará si Google lanza Dragonfly sin llevar a cabo una revisión exhaustiva de la seguridad y la privacidad, o si surgen pruebas de que los miembros del equipo de Seguridad y Privacidad de Google fueron coaccionados para aprobar el proyecto.
Fong-Jones ha iniciado un "fondo de huelga" preventivo destinado a apoyar a los empleados de Google en caso de que dejen sus puestos, al que los empleados de Google ya han donado más de 200.000 dólares.
Los políticos también se han pronunciado. A principios de octubre de 2018, Mike Pence pidió que se pusiera fin al desarrollo del proyecto Libélula, y dijo que, si se lanzaba, fortalecería la censura del Partido Comunista y comprometería la privacidad de los clientes chinos]. A principios de diciembre de 2018, el senador Mark Warner (D-VA) criticó tanto a Pekín como a Google por el proyecto, afirmando que Dragonfly evidencia el éxito de China en "reclutar a empresas occidentales para sus esfuerzos de control de la información"."
El general Joseph Dunford Presidente del Estado Mayor Conjunto de Estados Unidos, también criticó a Google, afirmando que "es inexplicable" que Google siga invirtiendo en la China comunista autocrática, que utiliza la tecnología de censura de Internet en China para restringir las libertades y la represión de la expresión en línea, y que tiene un largo historial de propiedad intelectual y patentes robos que perjudican a las empresas estadounidenses, mientras que al mismo tiempo no renueva más colaboraciones de investigación y desarrollo con el Pentágono. Dijo "no estoy seguro de que la gente de Google vaya a disfrutar de un orden mundial que esté informado por las normas y estándares de Rusia o China". Instó a Google a trabajar directamente con el gobierno de los Estados Unidos en lugar de hacer incursiones controvertidas en China.

### Apoyo
En medio de una reacción generalizada, un contingente de empleados de Google ha expresado su apoyo al proyecto. A finales de noviembre de 2018, un empleado de Google envió una carta sin firmar a TechCrunch, una plataforma de noticias de tecnología en línea, pidiendo que se continúe trabajando en el proyecto Dragonfly porque el proyecto está alineado con la misión de Google de "organizar la información del mundo y hacerla universalmente accesible y útil"." La carta afirma que, aunque Dragonfly tiene el poder de "hacer más daño que bien", es valiosa en el sentido de que puede arrojar luz sobre "cómo los diferentes enfoques pueden funcionar en China"." Tres empleados anónimos de Google de China dijeron que apoyaban el proyecto, citando la necesidad de un competidor para el motor de búsqueda chino Baidu.

## Terminación del proyecto
En el testimonio dado al Comité Judicial del Senado de Estados Unidos en julio de 2019, Karan Bhatia, el vicepresidente de políticas públicas de Google, anunció que el trabajo sobre el Dragonfly había sido "terminado"..